# Chelycoris
Chelycoris is een geslacht van wantsen uit de familie van de Scutelleridae (Pantserwantsen). Het geslacht werd voor het eerst wetenschappelijk beschreven door Ernst Evald Bergroth in 1891.

## Soorten
Het genus bevat de volgende soorten:

- Chelycoris haglundi (Montandon, 1895)
- Chelycoris lethierryi (Montandon, 1895)
- Chelycoris scitulus (Walker, 1867)